# Amroth (Tolkien)
Amroth är en fiktiv karaktär i J.R.R Tolkiens fiktiva värld om midgård.
Amroth, son till Amdír, var en Sindarin alv som efterträdde sin far, som var Herren över Lorien. Han blev trött på Midgård och färdades söderut till Edhellond, en gammal tillflyktsort för sitt folk. Han gick tillsammans med Nimrodel, hans älskade.
Nimrodel gick vilse i Ered Nimrais och Amroth försenade sin avresa till Valinor. När han slutligen satte segel tyckte han såg Nimrodel på kajerna, och han hoppade överbord för att simma tillbaka till henne. Han drunknade i Belfalas och återvände aldrig hem. Dol Amroth i södra Gondor är döpt efter honom, liksom flera ställen i Lorien. I tidigare versioner om Midgård var Amroth Galadriels och Celeborns son, och bror till Celebrían. Men denna idé övergavs.